# L'Amour au curry
L'Amour au curry (I'm with cupid) est le 14e épisode de la saison 10 de la série télévisée d'animation Les Simpson.

## Synopsis
Tandis qu'Homer et Marge sont invités à dîner chez Apu et Manjula, cette dernière réalise qu'Apu travaille 18 heures par jour et ne profite pas de ses week-ends, contrairement à l'américain moyen. Manjula se sent délaissée et malaimée, et une longue dispute éclate. Le lendemain au minimarché, Apu est tourmenté, jusqu'à ce qu'Homer lui rappelle que la St Valentin approche. Apu déclare alors que durant cette période, Manjula sera la femme la plus aimée de tout Springfield. Dès le jour suivant, une petite annonce dans le journal averti que le commerçant offrira à sa femme un cadeau par jour jusqu'à la St Valentin. Un lit parfumé de fleurs sauvages, un perroquet qui chante en son honneur, un mari recouvert de chocolat dans un cœur géant… Manjula est comblée, mais cela rend vite les autres femmes de Springfield jalouses. Les hommes eux, n'en peuvent plus de cette situation, et se réunissent chez Moe pour élaborer leur plan d'action. 
Le jour de la Saint-Valentin, Homer et ses amis espionnent Apu pour tenter de deviner quel cadeau extravagant attend Manjula. Leur enquête les conduit à l'aéroport, où le chanteur Elton John vient tout juste d'atterrir en urgence. Persuadés que le cadeau est un concert privé, Homer et les autres enferment Elton John dans une cage. C'est alors qu'ils aperçoivent le véritable cadeau : un avion prêt à partir pour écrire dans le ciel le message "I love you Manjula". Pour Homer, ça ne se passera pas comme ça. Il se précipite sur l'avion et entreprend de saboter le message. Le pilote tente de se débarrasser de ce passager clandestin, et il aurait pu grièvement blesser Elton John, si Apu ne l'avait pas sauvé. 
Homer, toujours aux prises avec le pilote, réussit à décrocher la bouteille de gaz, qui explose en plein ciel. Le message écourté donne un "I love you" suivi d'un symbole étrange, que chaque femme interprète comme une signature de son mari (ou amant) respectif. Seule Marge ne parvient pas à interpréter, et se fait une raison : Homer ne lui offrira jamais rien… C'est alors qu'Homer, après être passé à travers une roseraie, tombe du ciel, couvert de roses. Son mari est mal en point à cause des épines, mais Marge est entièrement comblée par son cadeau de la St Valentin. 
De leur côté, Apu et Manjula assistent à un concert privé d'Elton John (qui est redevable à Apu pour lui avoir sauvé la vie), sur le toit végétal du minimarché.